# Velešín (stacja kolejowa)
Velešín – stacja kolejowa w miejscowości Velešín, w kraju południowoczeskim, w Czechach. Znajduje się na wysokości 555 m n.p.m.. Położona jest około 3 km na południowy zachód od centrum miejscowości.
Na stacji nie ma możliwości zakupu biletów, a obsługa podróżnych odbywa się w pociągu.

## Linie kolejowe
- 196 České Budějovice - Summerau